# Liste von Kunstwerken im öffentlichen Raum in Castrop-Rauxel
Die Liste von Kunstwerken im öffentlichen Raum in Castrop-Rauxel gibt einen Überblick über Kunst im öffentlichen Raum, unter anderem Skulpturen, Plastiken, Landmarken und andere Kunstwerke in Castrop-Rauxel, Kreis Recklinghausen. Es besteht kein Anspruch auf Vollständigkeit.

## Kunstwerke in Castrop-Rauxel
| Bezeichnung                                                         | Standort                                                                            | Koordinate                      | errichtet | Künstler                        | Anmerkungen | Bild                               |  |
| ------------------------------------------------------------------- | ----------------------------------------------------------------------------------- | ------------------------------- | --------- | ------------------------------- | --- | ---------------------------------- |  |
| Sonnenuhr                                                           | Halde Schwerin, Bodelschwingher Straße                                              | 51° 32′ 45,6″ N, 7° 20′ 14,4″ O |           | Jan Bormann                     | 24 Edelstahlsäulen, Höhe: 10 m, Treppen zur Sonnenuhr: Norden: Eisenbahnschwellen, Osten: Stahlbrammen, Süden: Grubenhölzer, Westen: Bahnschienen |                                    |  |
| Wassertempel                                                        | Am Nordrand der Halde Schwerin, Bodelschwingher Straße                              | 51° 32′ 54,5″ N, 7° 20′ 14,6″ O |           | Peter Strege                    | |                                    |  |
| Schweriner Ring                                                     | Mengeder Straße, Nähe Kreuzung Dortmunder Straße                                    | 51° 32′ 29″ N, 7° 20′ 9,8″ O    | 2010      | Jan Bormann                     | Stahlreifen, lackiert, Durchmesser: ca. 4,30 m |                                    |  |
| Windbewegte Plastik                                                 | Skulpturenpark Goldschmieding, hinter dem Haus Goldschmieding, Dortmunder Straße 49 | 51° 32′ 59,5″ N, 7° 19′ 14,6″ O | 1993      | Rolf Lieberknecht               | Edelstahl, Aluminium, Höhe: 280 cm (ohne Sockel)                                                                                                  |                                    |  |
| Reiterdenkmal                                                       | Altstadt, Am Markt                                                                  | 51° 32′ 52,3″ N, 7° 18′ 41,2″ O | 1912      |                                 | Stein, erinnert an das 1874 von William Thomas Mulvany gegründete Castroper Naturhindernisrennen                                                  |                                    |  |
| Taubenvatta                                                         | Obere Münsterstraße 37 / Kuopio-Platz                                               | 51° 33′ 7,8″ N, 7° 18′ 35,1″ O  | 1986      |                                 | Bronze, Mann mit Brieftauben, am angrenzenden Eckhaus befindet sich im Giebel der Taubenschlag mit einer weiteren Bronzetaube                     |                                    |  |
| Europa                                                              | Kreisverkehr, Bahnhofstraße, nähe Rathaus                                           | 51° 33′ 55,9″ N, 7° 18′ 30,5″ O | 2000      | Wolfgang Schlieker              | Stahl, Steinkugel, Höhe: ca. 550 cm |                                    |  |
| Begegnung                                                           | Kreisverkehr, Bahnhofstraße, nähe Europaplatz                                       | 51° 33′ 50,6″ N, 7° 18′ 33,1″ O |           | Wolfgang Schlieker              | Siebenteilige kinetische Skulptur aus geflämmtem Basalt und Edelstahl                                                                             |                                    |  |
| Cosmos                                                              | Erinnerungs-Wiese vor dem Hallenbad, Bahnhofstraße                                  | 51° 33′ 54,6″ N, 7° 18′ 29,7″ O | 2012      | Wolfgang Schlieker              | Stahl, Stein, Höhe: ca. 4,5 m, Denkmal an Opfer der Love Parade                                                                                   |                                    |  |
| Frei im Raum                                                        | Bahnhofsvorplatz                                                                    | 51° 34′ 23,3″ N, 7° 18′ 18″ O   | 2002      | Wolfgang Schlieker              | Edelstahl, Basalt, Stahlseile |                                    |  |
| Hingabe (KulturKanal Tableau 13/15)                                 | Rhein-Herne-Kanal, Hafen Victor östlich der Bladenhorster Kanalbrücke               | 51° 34′ 23,7″ N, 7° 16′ 37,9″ O | 2010      | Petra Weifenbach, 'Axel Siefer' | Metalltafel, bedruckt, weiße Schrift auf rotem Grund                                                                                              |                                    |  |
| Zeichnung mit zwei stilisierten Fischen (KulturKanal Tableau 14/15) | Rhein-Herne-Kanal, westlich der Brücke Wartburgstraße                               | 51° 35′ 57,5″ N, 7° 18′ 5,7″ O  | 2010      | Bernd Zamel                     | Metalltafel, farbig bedruckt |                                    |  |
| Bronzene Rundplastik                                                | vor dem Haupteingang des Amtsgerichts an der Bahnhofstraße                          |                                 | ?         | ?                               | | mehrfach durchbrochene Rundplastik |  |
| Turner übereinander                                                 | Im Ratssaal des Rathauses                                                           |                                 | ?         | ?                               | |                                    |  |